# Creative Assembly Sofia
Creative Assembly Sofia (voorheen: Black Sea Studios en Crytek Black Sea) is een Bulgaars computerspelontwikkelaar, opgericht in 2001 door Vesselin Handjiev. Het is gevestigd in Sofia en het meest bekend van Knights of Honor, een historisch real-time strategy-spel en WorldShift, eveneens een real-time strategy spel.
In 2001 werd het bedrijf opgericht als Black Sea Studios. Op 14 juli 2008 werd bekendgemaakt dat het Duitse Crytek de studio had overgenomen, waarna het bedrijf verder ging onder de naam Crytek Black Sea. Eind 2016 werd het bedrijf gesloten na financiële problemen bij Crytek. De ex-werknemers besloten om na de sluiting een doorstart te maken als onafhankelijke studio onder de naam Black Sea Games. In maart van dat jaar werd de studio echter al overgenomen door Sega en een ontwikkelstudio van Creative Assembly gemaakt.

## Spellen
| Release     | Titel              | Platform |
| ----------- | ------------------ | -------- |
| 2004        | Knights of Honor   | Windows  |
| 2008        | WorldShift         | Windows  |
| Geannuleerd | Arena of Fate      | Windows  |
| 2023        | Total War: Pharaoh | Windows  |